# Іду на штурм (комікс)
«Іду на штурм»  — український комікс виданий в 2024 році. Історія про 3-тю штурмову бригаду під час боїв російсько-української війни 2022 року. Над створення коміксу була залучена Хорунжа Служба 3-ї ОШБр.

## Сюжет
Комікс розповідає про будні бійців 2-го штурмового батальйону 3-ї окремої штурмової бригади на чолі з командиром на позивний «Сліп» . Через призму бойових дій, гуркіт артилерії, небезпеку снайперських обстрілів та руїни міст, автори передають атмосферу війни, яку зазвичай бачимо через об’єктиви GoPro штурмовиків. Історія просякнута українським містицизмом і військовим духом, підкреслюючи силу та звитягу воїнів.